# ارتش سایه‌ها: همکاری فلسطینیان با صهیونیسم، ۱۹۴۸–۱۹۱۷
ارتش سایه‌ها: همکاری فلسطین با صهیونیسم، ۱۹۱۷–۱۹۴۸ (به انگلیسی: Army of Shadows: Palestinian Collaboration with Zionism, 1917–1948)ُ کتابی است که در سال ۲۰۰۴ توسط هلل کوهن منتشر شد. این در مورد فروش زمین و سایر همکاری‌های بین اعراب و یهودیان در فلسطین قبل از تشکیل دولت اسرائیل است.

## بررسی اجمالی
در این کتاب، کوهن، محقق مؤسسه هری اس. ترومن برای پیشرفت صلح در دانشگاه عبری اورشلیم، هزاران عرب از مالکان ثروتمند غایب گرفته تا خرده مالکان کشاورزی که زمین‌های خود را به سازمان‌های صهیونیستی فروختند را مورد بررسی قرار می‌دهد. او نشان می‌دهد که همه درک می‌کردند که کنترل زمین پیش شرط لازم برای تحقق اهداف ملی است، چه یهودی و چه عرب. کوهن انگیزه‌های متنوع فروشندگان را توضیح می‌دهد: برخی پول می‌خواستند، و برخی زمین فروختند یا به عنوان عوامل اطلاعاتی برای صهیونیست‌ها عمل می‌کردند، حتی در حالی که علناً فروش زمین را محکوم می‌کردند، اما انگیزه‌های غیرپولی نیز وجود داشت. برخی فکر می‌کردند که همکاری با صهیونیست‌ها باعث بهبود زندگی قبایل و روستاهای آنها می‌شود. برخی دیگر فکر می‌کردند که چون شکست صهیونیست‌ها غیرممکن است، همکاری با آنها عاقلانه‌تر است. برخی دیگر از ملی گرایان متعهد که بر این باور بودند که ماندن در زمین بسیار مهم است و کار برای صهیونیست‌ها و همکاری با آنها راهبردی است که آنها را قادر می‌سازد در زمین بمانند. برخی دیگر به دلیل تنفر شدیدی که از امین الحسینی داشتند به همکاری با صهیونیست‌ها یا انگلیسی‌ها رانده شدند.
کوهن اعراب فلسطینی که تحت حکومت قیمومت بریتانیا زندگی می‌کردند را بین دو موضع تقسیم می‌کند: نخست کسانی که با امین الحسینی موافق بودند که تمام فلسطین باید عرب بماند و با صهیونیست‌ها باید جنگید، و گروه دوم کسانی بودند که استدلال می‌کردند که صهیونیست‌ها قدرتمندتر از آن هستند که شکست بخورند و بنابراین راه عقلانی، در نوعی همزیستی است.
به گفته کوهن، طایفه حسینی در آغاز دهه ۱۹۲۰ تلاش کرد تا خود را از شر مخالفان خلاص کند. در سال ۱۹۲۹  موسی هدیب در نزدیکی دروازه یافا در اورشلیم به قتل رسید. طبق یافته‌های کتاب، در شورش‌های فلسطین در سال ۱۹۲۹، حسینی این شایعه را منتشر کرد که یهودیان قصد داشتند مسجد الاقصی و قبه الصخره، زیارتگاهی در کوه معبد را خراب کنند.
روش‌های الحسینی بسیاری از اعراب را به جانبداری و حتی جنگیدن در کنار صهیونیست‌ها سوق داد. شاید تکان‌دهنده‌ترین ادعای کتاب این باشد که حسینی اغلب موقعیت خود را در سیاست فلسطین بالاتر از منافع ملت فلسطین قرار می‌دهد که مهم‌ترین آن در سال ۱۹۳۹ بود. نتیجه این بود که حسینی کتاب سفید بریتانیا در سال ۱۹۳۹ را رد کرد، که وعده یک سرزمین یهودی در بیانیه بالفور را رد کرده و عملاً به اکثریت اعراب فلسطینی وعده حکومت و استقلال را در عرض یک دهه داده بود. به گفته کوهن، حسینی این پیشنهاد را رد کرد زیرا بریتانیا موقعیت او را به عنوان حاکم بر کشور عربی فلسطین که پیشنهاد ایجاد آن را داشت را تضمین نکرده بود.

## تحسین منتقدان
نیو گوردون در کتاب نیشن، ارتش سایه‌ها را برای افشای یک «جنبه به‌ویژه شرم‌آور درگیری اسرائیل و فلسطین»، یعنی دستکاری همدستان عرب توسط سازمان‌های صهیونیستی، «پیشگامانه» می‌خواند. وقتی این کتاب منتشر شد، او می‌گوید که در میان روشنفکران یهودی و عرب سر و صدایی ایجاد کرد، زیرا هر دو طرف شواهد ارائه شده توسط کوهن را ناخوشایند می‌دانستند.
بنی موریس در مورد دیدگاه کوهن دربارهٔ نقش لاینفک اسلام در هویت ملی فلسطین اظهار داشت: «از اول، ناسیونالیسم اعراب فلسطینی آشکارا مذهبی بود. تقریباً تمام اظهارات «ناسیونالیستی» که کوهن نقل می‌کند در قالب‌های مذهبی یا نیمه مذهبی بیان شده‌است. ما اینجا با یک ناسیونالیسم اسلامی سروکار داریم.» او در نیوریپالیک نوشت: «دیدگاه او - و این یکی از نقاط قوت کتابش است - نه طرفدار فلسطین است و نه ضد فلسطین، نه طرفدار صهیونیست است و نه ضد صهیونیست. کوهن به‌واسطهٔ تالیران، گویندهٔ آن طعنه معروف که «خیانت یک موضوع تاریخ است» استدلال می‌کند که «خیانت در نهایت یک ساختار اجتماعی است. تعاریف بسته به شرایط متفاوت است»، و «همکاری» «در چشم بیننده» است؛ بنابراین کوهن «قضاوت اخلاقی و سیاسی» را به خوانندگانش واگذار می‌کند».
به گفته استفان شوارتز که در ویکلی استاندارد می‌نویسد، برجسته‌ترین جنبه کتاب این است که برخی از اعراب فلسطینی در سال ۱۹۴۸ به دلیل نفرت از حسینی از دست گرفتن سلاح علیه اسرائیل خودداری کردند. به گفته کوهن، اعراب فلسطینی عجله ای برای پیوستن به نبرد نداشتند: «تنها اقلیتی از اعراب در فعالیت‌های تهاجمی شرکت داشتند، این عدم تمایل به جنگ اغلب به‌واسطهٔ توافق با یهودیان شهرک‌های مجاور تقویت می‌شد».